# Stygajny
Stygajny (deutsch Stigehnen) ist ein Ort in der polnischen Woiwodschaft Ermland-Masuren und gehört zur Landgemeinde Płoskinia (Plaßwich) im Powiat Braniewski (Kreis Braunsberg).

## Geographische Lage
Stygajny liegt am Ostufer der Pasłęka (Passarge) im Nordwesten der Woiwodschaft Ermland-Masuren, 23 Kilometer südöstlich der Kreisstadt Braniewo (Braunsberg). Wenige hundert Meter südlich des Ortes mündet die Wałsza (Walsch) – bereits im Gemeindegebiet Wilczęta (Deutschendorf) bei Bardyny (Baarden) – in die Pasłęka.

## Geschichte
In seinem Kern bestand Stigehnen lediglich aus zwei großen Höfen. 1874 wurde die Landgemeinde Stigehnen in den neu errichteten Amtsbezirk Langwalde (polnisch Długobór) im ostpreußischen Kreis Braunsberg, Regierungsbezirk Königsberg, eingegliedert. Im Jahre 1910 zählte Stigehnen 47 Einwohner.
Am 17. Oktober 1928 verlor Stigehnen seine Eigenständigkeit, als das Dorf in die Landgemeinde Klingenberg (polnisch Łozy) eingegliedert wurde.
1945 kam das gesamte südliche Ostpreußen in Kriegsfolge zu Polen. Stigehnen erhielt die polnische Namensform „Stygajny“ und ist heute eine Osada (= „Siedlung“) im Verbund der Gmina Płoskinia (Landgemeinde Plaßwich) im Powiat Braniewski (Kreis Braunsberg), 1975 bis 1998 der Woiwodschaft Elbląg, seither der Woiwodschaft Ermland-Masuren zugeordnet.

## Religion
Stygajny gehört heute wie Stigehnen vor 1945 zur römisch-katholischen Kirche in Langwalde (polnisch Długobór), jetzt im Dekanat Orneta (Wormditt) des Erzbistums Ermland. Bis 1945 war das Dorf außerdem in die evangelische Pfarrkirche Mehlsack (polnisch Pieniężno) in der Kirchenprovinz Ostpreußen der Kirche der Altpreußischen Union einbezogen. Heute ist Stygajny der Diözese Masuren der Evangelisch-Augsburgischen Kirche in Polen zugeordnet.

## Verkehr
Stygajny liegt an einer Straße, die von Pakosze (Packhausen) über Długobór (Langwalde) bis nach Wilczęta (Deutschendorf) führt. Außerdem endet eine von Bornity (Bornitt) über Gieduty (Gedauten) kommende Straße in Stygajny. Eine Bahnanbindung besteht nicht.